# Động đất Balochistan 1935
Động đất Balochistan 1935 (tiếng Urdu: بلوچستان زلزلہ) xảy ra vào ngày 31 tháng 5 năm 1935 tại Quetta, Balochistan, Ấn Độ thuộc Anh (nay thuộc Pakistan). Trận động đất có cường độ 7,7 Mw và khiến từ 30.000 đến 60.000 thiệt mạng. Đây là một trong các trận động đất gây tử vong cao nhất tấn công Nam Á. Chấn tâm của động đất nằm cách 4,0 km về phía tây nam của Ali Jaan, Balochistan.